# Rainbow Magic
『Rainbow Magic』（レインボーマジック）は、高野寛の11枚目のアルバム。

## 概要
活動20周年記念作で、ソロとしては『確かな光』以来5年振りのオリジナルアルバム。発売日はちょうどデビューシングル「See You Again」のリリースから満20年になる。
原田郁子、細野晴臣、高橋幸宏、コトリンゴ、堀江博久、権藤知彦、イシイモモコ（ハミングキッチン）、鈴木正人（LITTLE CREATURES）、ハナレグミなどゲストアーティストを迎えた。

## 収録曲
全作詞・作曲・編曲：高野寛（特記以外）
1. Hummingbird
2. LOV
3. 道標（みちしるべ）
4. Timeless
5. 初恋プリズム
6. each other
  - 作詞：高野寛、田中花乃
7. CHANGE
8. 小さな"YES"
  - 2005年にTOKYO FMの同名キャンペーンのために書き下ろした曲。
9. 今日の僕は
  - 作曲：高野寛、忌野清志郎
  - 1992年に忌野清志郎と作曲したデモ音源を使用[1]。
10. 季節はずれの風吹く街で
11. Winterlude
12. PAIN
  - 編曲：亀田誠治
13. 明日の空
14. あけぼの
15. Black & White
  - 編曲：亀田誠治
16. 虹の都へ（ver.09）
  - 新録。